# ほら話

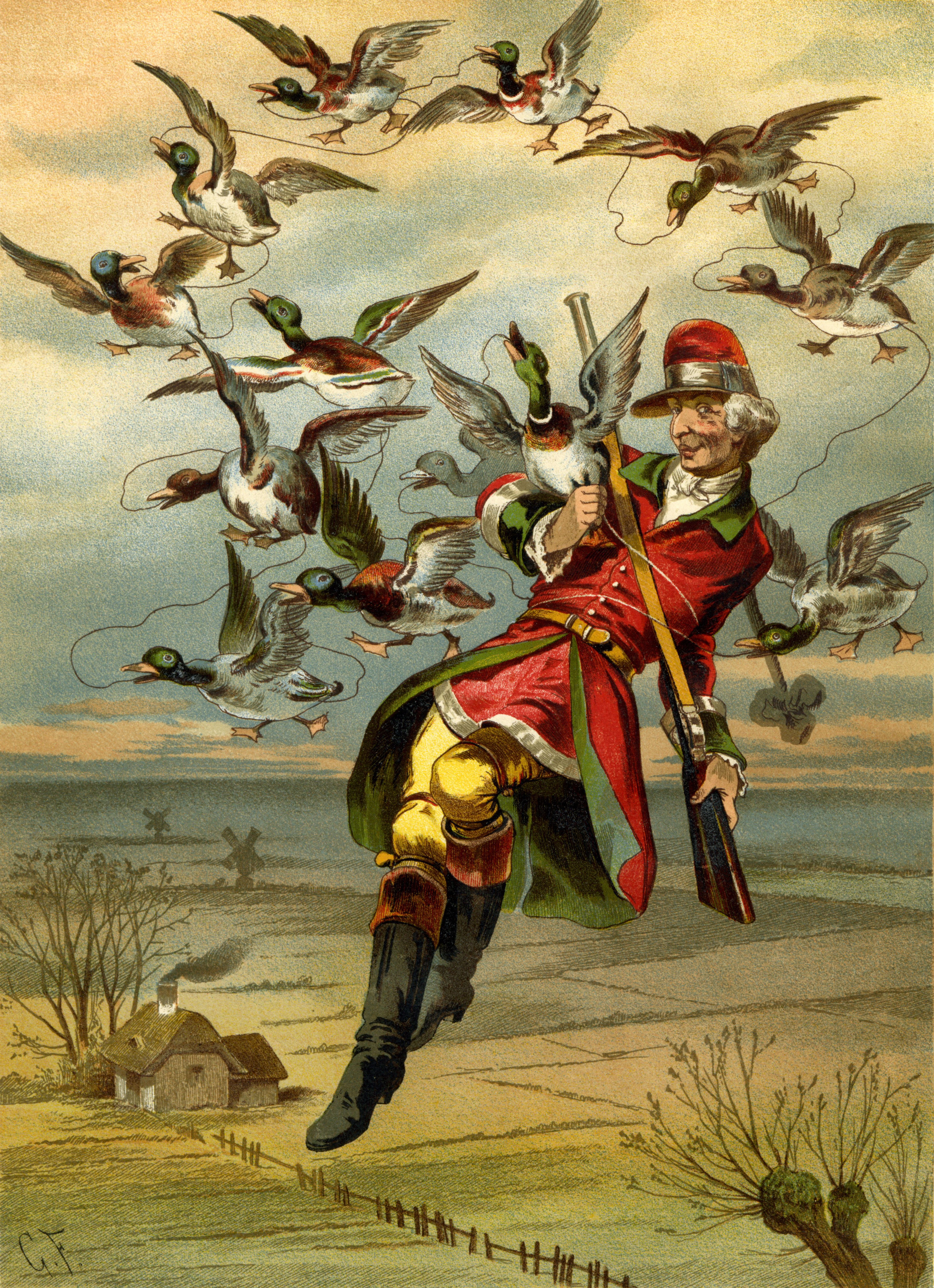
『ほら吹き男爵の冒険』より。ベーコンを付けた一本の紐で鴨の群れを一網打尽にした男爵は、羽ばたきはじめた鴨たちによって大空を飛び帰宅する。（ゴットフリート・フランツ画）

ほら話（法螺話、ほらばなし）は、大げさに言い立てられた作り話のこと。「ほら」は法螺貝が名の由来である。もともと法螺貝には、山谷の地中に棲み、精気を得て海に入り、その際に山が崩れ洪水が起こるという俗信があった。ここから近世初期には「ほら」が意外な大儲けをするという意味で用いられ、さらに法螺貝を吹くということも加わって大げさな嘘をつくという意味で「法螺を吹く」「ほら吹き」という言い方がされるようになった。
大きく誇張された奇想天外な内容を持つほら話、あるいはそうした話で人を楽しませるほら吹きが活躍する話、またほら吹き同士がほら合戦をする話などは世界各国の民話や世間話に類例があり、そのいくつかは現代においても人々に親しまれている。

## アメリカ合衆国
アメリカ合衆国にはほら話（トール・テイルズ）の民族的伝統があり、これらはこの国の民話を形作る基本的な要素であるだけでなく、アメリカ人の性格やユーモアを規定するうえで重要な要素となっている。アメリカの伝統的なほら話は19世紀、南西部の開拓民や猟師、また当時唯一の交通機関であった河川の船乗りたちの間で生まれた。辺境で孤独な生活を送っていた彼らは、部落の酒場や森のキャンプの焚火などに集まると、自分たちの強さや勇敢さ、頭の切れのよさをめぐって壮大なほら話を始めたのである。その際に大げさな雄たけびや叫び声をあげたので、彼らはしばしば「ロアラー」（ほえ声）や「スクリーマー」（叫び屋）などとも呼ばれた。

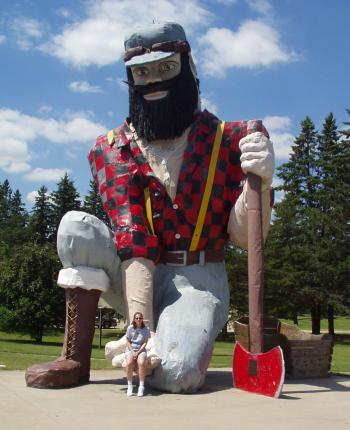
ほら話に登場する巨人ポール・バニヤンの像（ミネソタ州）

「トール・トーク」と言われるこうした習俗の中で、いくつかの決まった英雄的人物の話が生まれ語り継がれるようになった。その一部は彼ら自身「ほら吹き」として知られた実在の人物であり、たとえばミシシッピ川の荒くれものマイク・フィンク、テネシー州議員でアラモの戦いで玉砕したデイヴィッド・クロケット、インディアンとの武勇伝の中で自分を殺してしまったジム・ブリッジャーなどが有名である。アメリカ中に林檎の木を植えて回ったジョニー・アップルシードも実在の人物が元になっている。また一部は労働者の間の作り話や労働歌などから生まれ親しまれるようになった伝説上の人物であり、巨人の樵ポール・バニヤンや蒸気ハンマーと渡りあったジョン・ヘンリーなどがいる。これら多くのほら話の英雄は当時の新聞や雑誌、単行本などに記載されることで広まっていった。ペイコス・ビルのように、刊行物に掲載された物語から生まれた英雄もいる。
東北部のヤンキーの風刺的なユーモアと対照的なほら話のユーモアは、またアメリカの近代文学の源流の一つでもある。マーク・トゥエインの「キャラベラス郡の名高き飛び蛙」やT.B.ソープの「アーカンソーの大熊」、ワシントン・アーヴィングの「リップ・ヴァン・ウィンクル」などはほら話の古典であり、またエドガー・アラン・ポーの疑似科学を題材にした作品もほら話の流れを汲むものと見ることもできる。こうした伝統は20世紀以降も、大げさな表現を頻発する少年が語り手のサリンジャー『ライ麦畑でつかまえて』や、歴史を誇張たっぷりに捏造するピンチョン、バースといった作家の作品のなかに連綿と受け継がれている。

## 日本、ヨーロッパ他
日本のほら話には、大量に取った鴨に引かれて空を飛ばされてしまう「鴨取権兵衛」、傘をさしたまま風に乗って雲の上まで行く「寅やんの天のぼり」といった誇張譚のほか、ただの木筒を望遠鏡のように見せかけて天狗をかつぐ「隠れ蓑笠」、ほらの種本を持っているというほらで相手をかつぐ「ほらのたね本」のようなほら吹き話がある。またほら吹き自慢の男が別の国のほら吹きに会い、どちらがより大きなことを言えるか勝負する話は「テンポくらべ」とも言われており、各地方にさまざまなヴァリエーションが存在する。
愛媛県や高知県では、この種のほら吹き話は「トッポ話」と呼ばれ、岩松トッポ話（愛媛県北宇和郡津島町）、黒小父トッポ話（同南宇和郡御荘町）、山出のトッポキツ（同城辺町）、粂之条トッポ話（高知県土佐郡土佐山村）などのように人名・地名を冠したものが各地で親しまれており、これらは「一発の弾丸で多数の獲物をしとめた」というような型どおりのほら話も多く含んでいる。そのほか鎌倉時代より続く吉備津神社のほらふき神事や、青森県大鰐町の万国ホラ吹き大会など、現在も話自慢、ほら自慢の人々が集まるほら話のイベントが開催されている。

「ほら吹き男爵」をモチーフにした20ペニヒ切手（西ドイツ）。城門の格子で自分の馬が真っ二つにされたことに気づかず走り続けたというエピソードを基にしている。

ヨーロッパで特に知られているのは「ほら吹き男爵」ことミュンヒハウゼン男爵が活躍する通称『ほら吹き男爵の冒険』である。実在する人物であるミュンヒハウゼンのエピソードに、民衆の間で語り継がれていたさまざまなほら話が集合して作られていったもので、1785年にルドルフ・エーリヒ・ラスペが英語で出版、その後ゴットフリート・アウグスト・ビュルガーがさらに洗練された形にリライトして1786年にドイツ語版を出版した。児童向けに書きなおされたものも各国で読み継がれており、映画も繰り返し製作されている。